# Taylor Hawkins
Oliver Taylor Hawkins (Fort Worth, 17 de fevereiro de 1972 — Bogotá, 25 de março de 2022) foi um músico norte-americano, mais conhecido como o baterista da banda de rock Foo Fighters. Antes de entrar para a banda em 1997, ele era o baterista de Alanis Morissette na turnê Can't Not tours na época de seu álbum Jagged Little Pill, assim como o baterista da banda experimental progressiva chamada Sylvia, que depois mudou de nome para Anyone, passou a assinar com a Roadrunner Records. Seu primo, Kevin Harrell, apresentou-o a Dave Grohl após acampar com ele por várias semanas em Ozarks. Hawkins viria a ser o baterista da banda de Grohl, Foo Fighters. Como membro do grupo, entrou para o Rock and Roll Hall of Fame em 2021.
Em 2004, Hawkins formou seu próprio projeto paralelo, Taylor Hawkins and the Coattail Riders, no qual tocava bateria e canta.
Em 25 de março de 2022, Taylor faleceu com apenas 50 anos. A causa da morte não foi imediatamente divulgada, mas posteriormente foi revelado pela revista Semana, da Colômbia, que o músico morreu devido a uma parada cardíaca súbita, causada por uma overdose de heroína, antidepressivos e benzodiazepínicos. Hawkins nos últimos dias de vida reclamava de dores no peito. Segundo reportou o The Guardian, os "médicos forenses ficaram chocados com o inchaço do coração do músico". No exame toxicológico divulgado pela polícia colombiana, foram encontrados "preliminarmente 10 substâncias, entre elas: THC (maconha), antidepressivos tricíclicos, benzodiazepínicos e opióides".

## Carreira
Depois de passear pela primavera de 1996, Foo Fighters entrou em estúdio em Seattle com o produtor Gil Norton para gravar seu segundo álbum. Conflito supostamente entrou em erupção entre Dave Grohl e o baterista atual, William Goldsmith, eventualmente causando Goldsmith deixar a banda. A banda se reuniu em Los Angeles e quase completamente re-gravou o álbum com Grohl na bateria. O álbum, Color and Shape, foi lançado em 20 de maio de 1997. Grohl ligou Hawkins para recomendar um novo baterista, e para a surpresa de Grohl, Hawkins voluntariou-se. Ele, então, fez o teste e, posteriormente, se juntou à banda, fazendo sua estréia em tempo para o lançamento do álbum.
Além de seus deveres de percussão com o Foo Fighters, Hawkins era também um talentoso cantor de rock, o guitarrista e pianista. Seu primeiro vocal com o grupo foi um cover de Pink Floyd de "Have a Cigar". Duas versões da canção foram lançados, como um b-side de "Learn to Fly" e outro sobre a Missão: Impossível album 2 trilha sonora. Ele cantou no original "Cold Day in the Sun", de In Your Honor, que mais tarde foi lançado como um único, ea cobertura de creme de "I Feel Free", que apareceu como o b-side de "DOA" e no EP cinco músicas e uma tampa. Hawkins também cantou os vocais para o cover de Joe Walsh da banda "Life of Illusion". Participou em inúmeros backing vocals em álbuns e em concerto. Às vezes, ele também fez vocais e guitarra, enquanto Grohl toca bateria, mas Hawkins é muitas vezes limitado a cantar "Cold Day in the Sun", enquanto percussão. Isto levou a uma piada em que Grohl cumprimenta o final do stint Hawkins como vocalista com o gracejo: "Você sabe, para um baterista, você não é um mau cantor," para que Hawkins retruca: "Nem você."

## Vida pessoal
Em 2005, Hawkins se casou com a ilustradora Alison Hawkins. O casal teve três filhos, Oliver, Annabelle and Everleigh.

## Morte
Em 25 de março de 2022, os perfis oficiais dos Foo Fighters nas redes sociais anunciaram a morte de Hawkins aos cinquenta anos. A causa da morte não foi inicialmente divulgada,  mas depois se revelou que ocorreu devido a uma overdose pela combinação de heroína, antidepressivos e benzodiazepínicos.
A banda estava em turnê pela América do Sul e tinham um concerto marcado para aquela noite no Festival Estéreo Picnic em Bogotá, na Colômbia. A banda se apresentaria dois dias depois no Lollapalooza Brasil.
Uma nota divulgada pela Secretaria de Saúde de Bogotá informou que foi feita uma chamada para o serviço de emergência porque Hawkins estava sentindo dores no peito enquanto estava em seu quarto no hotel Casa Medina em Bogotá. Os profissionais de saúde que compareceram ao local realizaram reanimação cardiopulmonar, mas Hawkins não respondeu ao procedimento e foi declarado morto no local. Segundo um relatório preliminar da polícia colombiana, havia drogas no quarto onde Hawkins se encontrava, sendo atestado primeiramente que "A causa da morte ainda não foi apurada, [...] a morte pode estar associada ao consumo de entorpecentes".
No dia seguinte, um exame toxicológico feito pela "Fiscalía General de la Nación" confirmou a presença de pelo menos dez substâncias no sangue de Hawkins, entre eles THC, antidepressivos tricíclicos, benzodiazepínicos e opioide.